# Le Songe d'une nuit d'été
Le Songe d'une nuit d'été és una òpera en tres actes composta per Ambroise Thomas sobre un llibret francès de Joseph-Bernard Rosier i Adolphe de Leuven. S'estrenà al Teatre Nacional de l'Opéra-Comique de París el 20 d'abril de 1850.
A Catalunya es va estrenar al Teatre dels Camps Elisis de Barcelona el dia 1 d'agost de 1868.